# Borolia citrinotata
Borolia citrinotata là một loài bướm đêm trong họ Noctuidae.